# Хантер, Роберт (журналист)
Роберт (Боб) Лорн Хантер (англ. Robert (Bob) Lorne Hunter; 13 октября 1941, Сен-Бонифас, Манитоба — 2 мая 2005, Торонто, Канада) — канадский журналист, активист движения в защиту окружающей среды, один из основателей и первый президент неправительственной организации «Гринпис».

## Биография
В 60-е годы, будучи начинающим журналистом, Хантер писал статьи для газет The Vancouver Sun и Winnipeg Tribune. Главными темами его публикаций были контркультура и защита окружающей среды.
Позднее Хантер вошёл в состав группы энтузиастов, которая 15 сентября 1971 года прибыла на рыболовном судне «Greenpeace» на Алеутские острова с целью выразить протест против проводимых там американских ядерных испытаний. Этот день и считается датой основания «Гринпис».
Первым организацию возглавил Боб Хантер. Изначально главной задачей активистов, входивших в «Гринпис», была борьба против развития ядерной энергетики, однако позже они стали заниматься также защитой природы и выступать за сокращение потребления ископаемых энергоносителей.
Считается, что выступления и публикации Хантера впервые привлекли внимание международной общественности к проблеме истребления китов и тюленей, а также захоронения радиоактивных отходов в океане.
В 1998 у Боба Хантера диагностировали рак. В 2004 он начал проходить курс лечения, однако уже 2 мая 2005 его жизнь оборвалась.
В заявлении, которое распространил «Гринпис» после смерти Хантера, говорилось: «Дух этого человека будет продолжать жить в людях, которых он вдохновил, китах, которых он спас, и организации, которую он создал».

## Признание
Журнал «Тайм» включил Боба Хантера в список «эко-героев» («eco-warriors») XX века.